# Edda Buding
Edda Helene Buding, de casada Edda Buding-Duchting (Lovrin, Romania, 13 de novembre de 1936 − Aalen, Alemanya, 15 de juliol de 2014) fou una tennista professional de l'Alemanya Occidental i d'origen romanès. Va tenir un germà i una germana també tennistes Ingo i Ilse.
La seva família es va desplaçar a Alemanya després de la Segona Guerra Mundial i posteriorment, el 1948, van emigrar a l'Argentina, on el seu pare va fer d'entrenador de la selecció nacional. Aquest fet va propiciar la seva dedicació i la dels seus germans al tennis. El 1953 es va convertir en campiona argentina de tennis.
A mitjans dels anys cinquanta ella i el seu germà van tornar a Alemanya, on va ser integrant de la selecció de l'Associació Alemanya de Tennis (DTB), que el 1966 va arribar a la final de l'aleshores Copa Federació contra els EUA, Va competir en diversos campionats alemanys i l'any 1959 va guanyar l'Open d'Alemanya en individual femení.
Buding va participar en els Jocs Olímpics de Ciutat de Mèxic (1968), on el tennis fou esport de demostració i exhibició. Va disputar les tres proves d'exhibició però només va aconseguir medalla en la de dobles femenins, guanyant la d'or amb Helga Niessen. En els esdeveniments individual i de dobles mixtos (fent parella amb el seu germà Ingo Buding) va ser eliminada en quarts de final. Un altre èxit del seu palmarès fou la Copa Federació amb l'equip d'Alemanya Occidental guanyada l'any 1966 amb Helga Niessen i Helga Hösl.
Va arribar a disputar tres finals de Grand Slam, on va ser subcampiona en dobles femenins: el 1957 als Campionats de França, el 1961 a Wimbledon i el 1961 als Campionats dels Estats Units., una de dobles femenins i dues de dobles mixtos.
L'any 1964 va rebre el guardó Silbernes Lorbeerblatt, màxima distinció esportiva d'Alemanya.

## Torneigs de Grand Slam

### Dobles femenins: 1 (0−1)
| Resultat  | Núm. | Any  | Torneig            | Parella      | Oponents en la final       | Marcador      |
| --------- | ---- | ---- | ------------------ | ------------ | -------------------------- | ------------- |
| Finalista | 1.   | 1961 | U.S. Championships | Yola Ramírez | Lesley Turner Darlene Hard | 4−6, 7−5, 0−6 |

### Dobles mixtos: 2 (0−2)
| Resultat  | Núm. | Any  | Torneig       | Parella     | Oponents                    | Marcador  |
| --------- | ---- | ---- | ------------- | ----------- | --------------------------- | --------- |
| Finalista | 1.   | 1957 | Roland Garros | Luis Ayala  | Věra Pužejová Jiří Javorský | 3−6, 4−6  |
| Finalista | 2.   | 1961 | Wimbledon     | Robert Howe | Lesley Turner Fred Stolle   | 9−11, 2−6 |

## Palmarès

### Individual: 9 (2−7)
| Títols per superfície |
| --------------------- |
| Dura (0−0)            |
| Gespa (0−3)           |
| Terra batuda (2−4)    |

| Resultat   | Núm. | Data                 | Torneig                         | Superfície   | Oponent             | Marcador                   |
| ---------- | ---- | -------------------- | ------------------------------- | ------------ | ------------------- | -------------------------- |
| Guanyadora | 1.   | 25 d'abril de 1960   | Ais de Provença, França         | Terra batuda | Ruia Morrison       | 6−4, 8−6                   |
| Finalista  | 1.   | 31 de juliol de 1961 | Filadèlfia, Estats Units        | Gespa        | Billie Jean Moffitt | 6−3, 6−4                   |
| Finalista  | 2.   | 7 d'agost de 1961    | South Orange, Estats Units      | Gespa        | Karen Hantze        | 6−2, 6−4                   |
| Finalista  | 3.   | 15 d'agost de 1961   | Essex, Regne Unit               | Gespa        | Darlene Hard        | 6−4, 6−2                   |
| Guanyadora | 2.   | 6 de juliol de 1963  | Båstad, Suècia                  | Terra batuda | Maria-Teresa Riedl  | 6−1, 7−5                   |
| Finalista  | 4.   | 31 de maig de 1965   | Lugano, Suïssa                  | Terra batuda | Norma Baylon        | 6−1, 10−12, 5−5, suspensió |
| Finalista  | 5.   | 19 de juny de 1965   | Hilversum, Països Baixos        | Terra batuda | Françoise Dürr      | 9−11, 7−5, 6−4             |
| Finalista  | 6.   | 2 d'agost de 1965    | Hamburg, Alemanya Occidental    | Terra batuda | Margaret Smith      | 6−2, 6−3                   |
| Finalista  | 7.   | 4 de juliol de 1966  | Düsseldorf, Alemanya Occidental | Terra batuda | Helga Schultze      | 7−5, 4−6, 6−1              |

### Dobles femenins: 7 (1−6)
| Títols per superfície |
| --------------------- |
| Dura (0−1)            |
| Gespa (0−2)           |
| Terra batuda (1−3)    |

| Resultat   | Núm. | Data                   | Torneig                          | Superfície   | Parella            | Oponents                               | Marcador      |
| ---------- | ---- | ---------------------- | -------------------------------- | ------------ | ------------------ | -------------------------------------- | ------------- |
| Finalista  | 1.   | 25 d'abril de 1960     | Ais de Provença, França          | Terra batuda | Ruia Morrison      | Marie-Odile Bouchet Jacqueline Morales | 3−6, 4−6      |
| Finalista  | 2.   | 31 de juliol de 1961   | Filadèlfia, Estats Units         | Gespa        | Belmar Gunderson   | Carole Caldwell Billie Jean Moffitt    | 2−6, 3−6      |
| Finalista  | 3.   | 1 de setembre de 1961  | U.S. Championships, Estats Units | Gespa        | Yola Ramírez       | Lesley Turner Darlene Hard             | 4−6, 7−5, 0−6 |
| Finalista  | 4.   | 25 de setembre de 1961 | Berkeley, Estats Units           | Dura         | Deidre Catt        | Darlene Hard Ann Haydon                | 3−6, 2−6      |
| Guanyadora | 2.   | 6 de juliol de 1963    | Båstad, Suècia                   | Terra batuda | Maria-Teresa Riedl | Katarina Bartholdson Gudrun Rosin      | 6−3, 6−1      |
| Finalista  | 5.   | 15 d'abril de 1968     | Ais de Provença (2)              | Terra batuda | Rosie Darmon       | Marilyn Aschner Gail Sherriff          | 6−8, 3−6      |
| Finalista  | 6.   | 4 d'agost de 1969      | Hamburg, Alemanya Occidental     | Terra batuda | Helga Schultze     | Helga Masthoff Judy Tegart             | 1−6, 4−6      |

### Dobles mixts: 2 (0−2)
| Resultat  | Núm. | Data               | Torneig               | Superfície   | Parella     | Oponents                    | Marcador  |
| --------- | ---- | ------------------ | --------------------- | ------------ | ----------- | --------------------------- | --------- |
| Finalista | 1.   | 20 de maig de 1957 | Roland Garros, França | Terra batuda | Luis Ayala  | Věra Pužejová Jiří Javorský | 3−6, 4−6  |
| Finalista | 2.   | 26 de juny de 1961 | Wimbledon, Regne Unit | Gespa        | Robert Howe | Lesley Turner Fred Stolle   | 9−11, 2−6 |

### Equips: 1 (0−1)
| Resultat  | Núm. | Data               | Torneig                      | Superfície   | Equip                                      | Oponents                                                | Marcador |
| --------- | ---- | ------------------ | ---------------------------- | ------------ | ------------------------------------------ | ------------------------------------------------------- | -------- |
| Finalista | 1.   | 15 de maig de 1966 | Copa Federació, Turí, Itàlia | Terra batuda | Helga Hösl Schultze Helga Niessen Masthoff | Carole Caldwell Graebner Julie Heldman Billie Jean King | 0−3      |

## Trajectòria

### Individual
| Open d'Austràlia | A  | A | A  | A  | A  | A  | A  | A  | A  | A  | A | A  | A  | A  | A  | A | A | A  | 0 / 0  | 0 − 0   |
| Roland Garros | 2R | A | QF | 3R | A  | 2R | 3R | SF | QF | A  | A | 4R | 4R | 2R | 4R | A | A | A  | 0 / 11 | 29 − 11 |
| Wimbledon | 3R | A | 1R | 4R | 3R | QF | 3R | 3R | 2R | 3R | A | 1R | 4R | 3R | 4R | A | A | A  | 0 / 13 | 26 − 13 |
| US Open | A  | A | A  | A  | A  | A  | A  | 2R | A  | A  | A | A  | A  | A  | A  | A | A | 1R | 0 / 2  | 1 − 2   |
| Llegenda: G: Guanyadora; F: Finalista; SF: Semifinalista; QF: Quarts de final; Q: Qualificació; A: Absent; RR: Round Robin |    |   |    |    |    |    |    |    |    |    |   |    |    |    |    |   |   |    |        |         |

### Dobles femenins
| Open d'Austràlia | A  | A | A  | A  | A  | A  | A  | A  | A  | A  | A | A  | A  | A  | A  | A | A  | A  | 0 / 0  | 0 − 0   |
| Roland Garros | 2R | A | A  | A  | A  | QF | A  | QF | 2R | A  | A | SF | QF | 3R | 2R | A | 2R | A  | 0 / 9  | 19 − 9  |
| Wimbledon | 2R | A | 2R | 1R | QF | QF | QF | 1R | QF | 1R | A | SF | 3R | 3R | 3R | A | A  | 2R | 0 / 14 | 25 − 14 |
| US Open | A  | A | A  | A  | A  | A  | A  | F  | A  | A  | A | A  | A  | A  | A  | A | A  | 2R | 0 / 2  | 5 − 2   |
| Llegenda: G: Guanyadora; F: Finalista; SF: Semifinalista; QF: Quarts de final; Q: Qualificació; A: Absent; RR: Round Robin |    |   |    |    |    |    |    |    |    |    |   |    |    |    |    |   |    |    |        |         |

### Dobles mixts
| Open d'Austràlia | A  | A | A  | A | A | A  | A  | A | A  | A  | A | A  | A  | A | A  | A | No celebrat | No celebrat | 0 / 0 | 0 − 0  |
| Roland Garros | 1R | A | 1R | F | A | 2R | 2R | A | 3R | A  | A | 3R | A  | A | 2R | A | 1R          | A           | 0 / 9 | 12 − 9 |
| Wimbledon | A  | A | A  | A | A | A  | 1R | F | 3R | 4R | A | A  | 3R | A | 1R | A | 2R          | A           | 0 / 7 | 14 − 7 |
| US Open | A  | A | A  | A | A | A  | A  | A | A  | A  | A | A  | A  | A | A  | A | A           | 1R          | 0 / 1 | 0 − 1  |
| Llegenda: G: Guanyadora; F: Finalista; SF: Semifinalista; QF: Quarts de final; Q: Qualificació; A: Absent; RR: Round Robin |    |   |    |   |   |    |    |   |    |    |   |    |    |   |    |   |             |             |       |        |